# Jolanda Kroesen
Jolanda Kroesen (Purmerend, 2 mei 1979) is een Nederlands softballer.
Kroesen kwam uit voor de vereniging Flying Petrels uit Purmerend en speelt sinds 1997 voor de Sparks uit Haarlem. Ze is buitenvelder en slaat en gooit rechtshandig. Kroesen was lid van het Olympische team dat deelnam aan de zomerspelen van 2008 te Peking. In 2001 werd ze tijdens de Europese Kampioenschappen uitgeroepen tot Meest Waardevolle Speler. Ze is lid van het Nederlands damessoftbalteam sinds 2001 en heeft tot op heden 78 interlands gespeeld. Kroesen werkt als administrateur.
Noémi Boekel · 
Marloes Fellinger · 
Sandra Gouverneur · 
Petra van Heijst · 
Judith van Kampen · 
Kim Kluijskens · 
Saskia Kosterink · 
Jolanda Kroesen · 
Daisy de Peinder · 
Marjan Smit · 
Rebecca Soumeru · 
Nathalie Timmermans · 
Ellen Venker · 
Britt Vonk · 
Kristi de Vries